# FROG

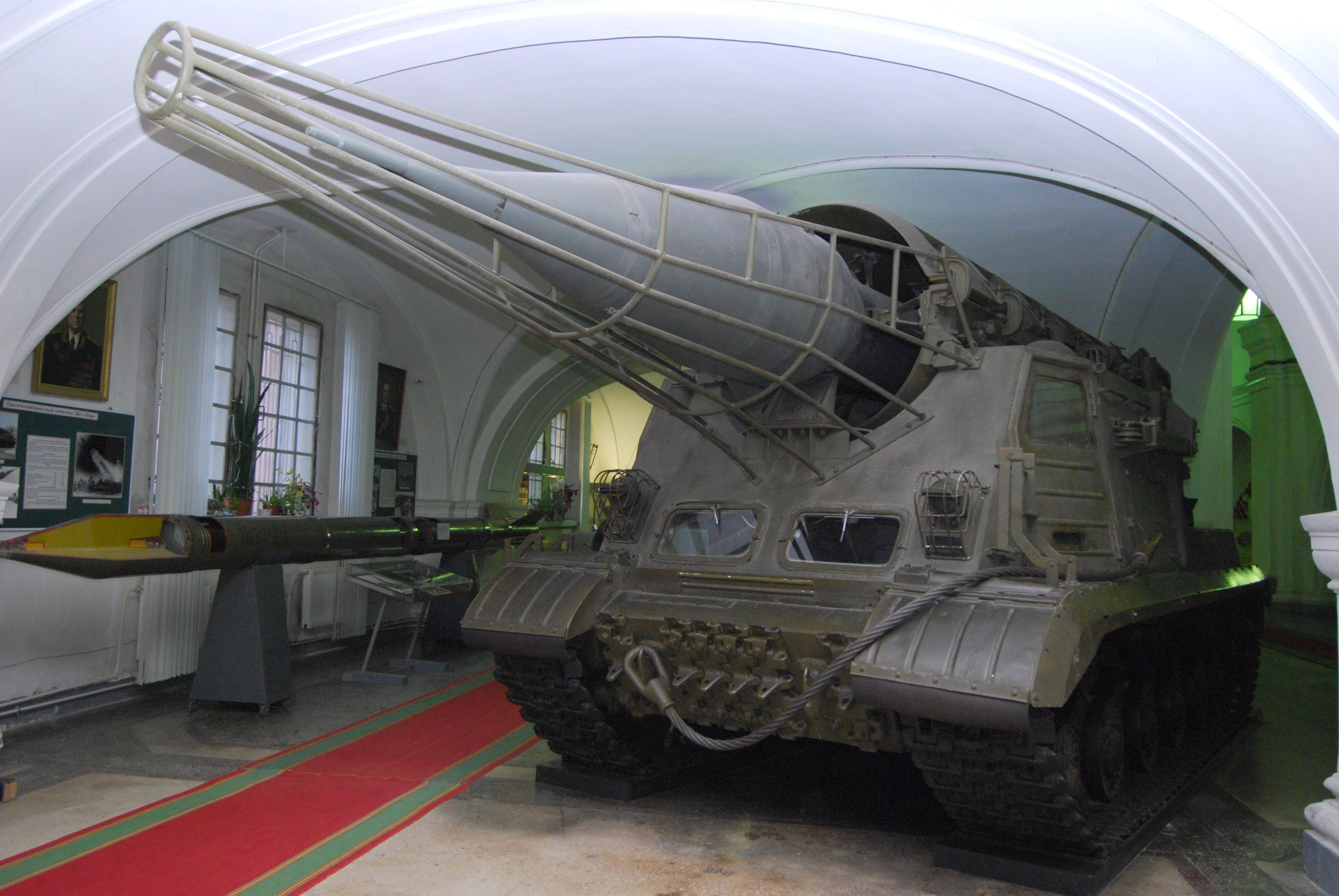
Frog-1 (2K4 Filin s raketou 3R2)

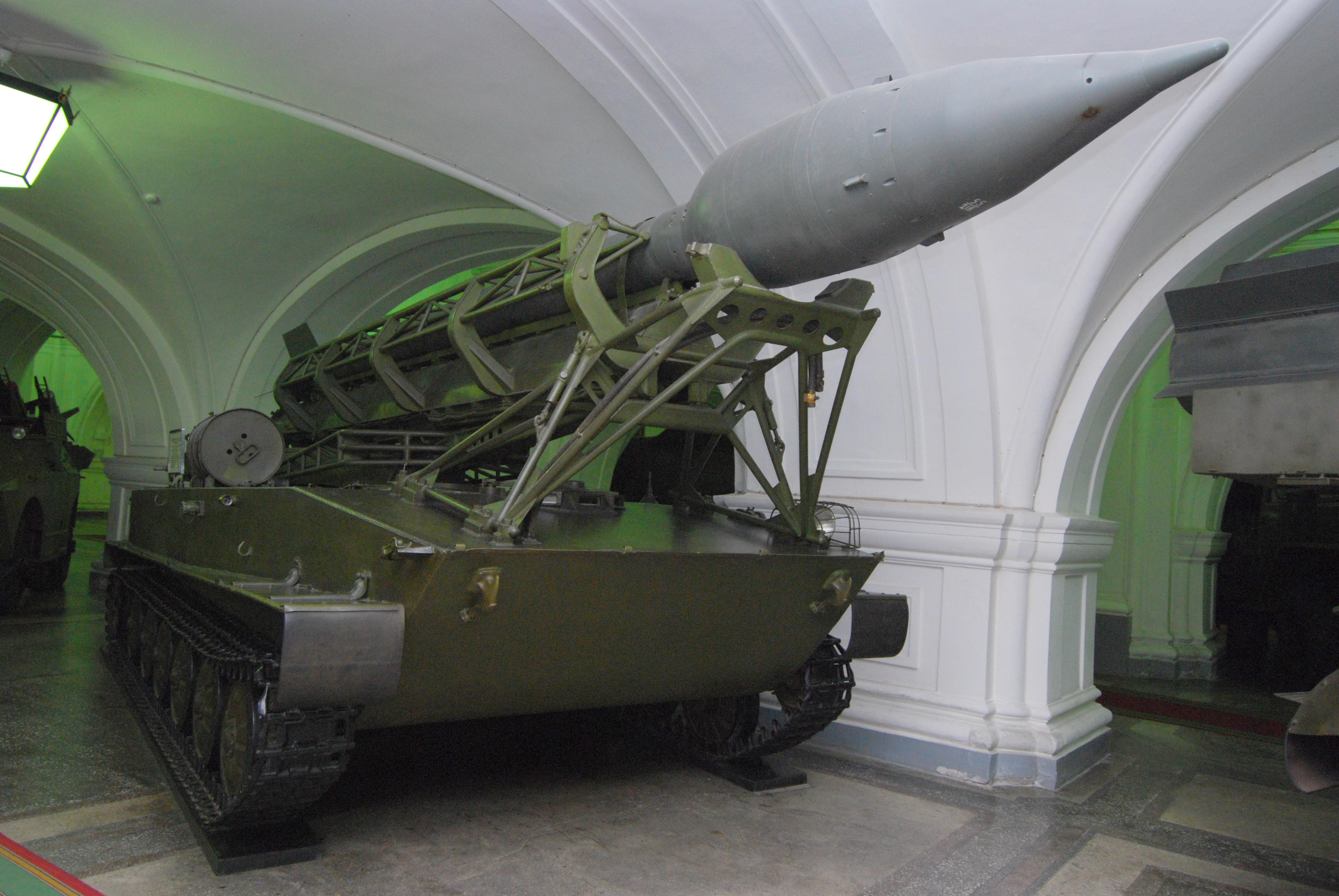
Frog-2 (2K1 Mars s raketou 3R1)

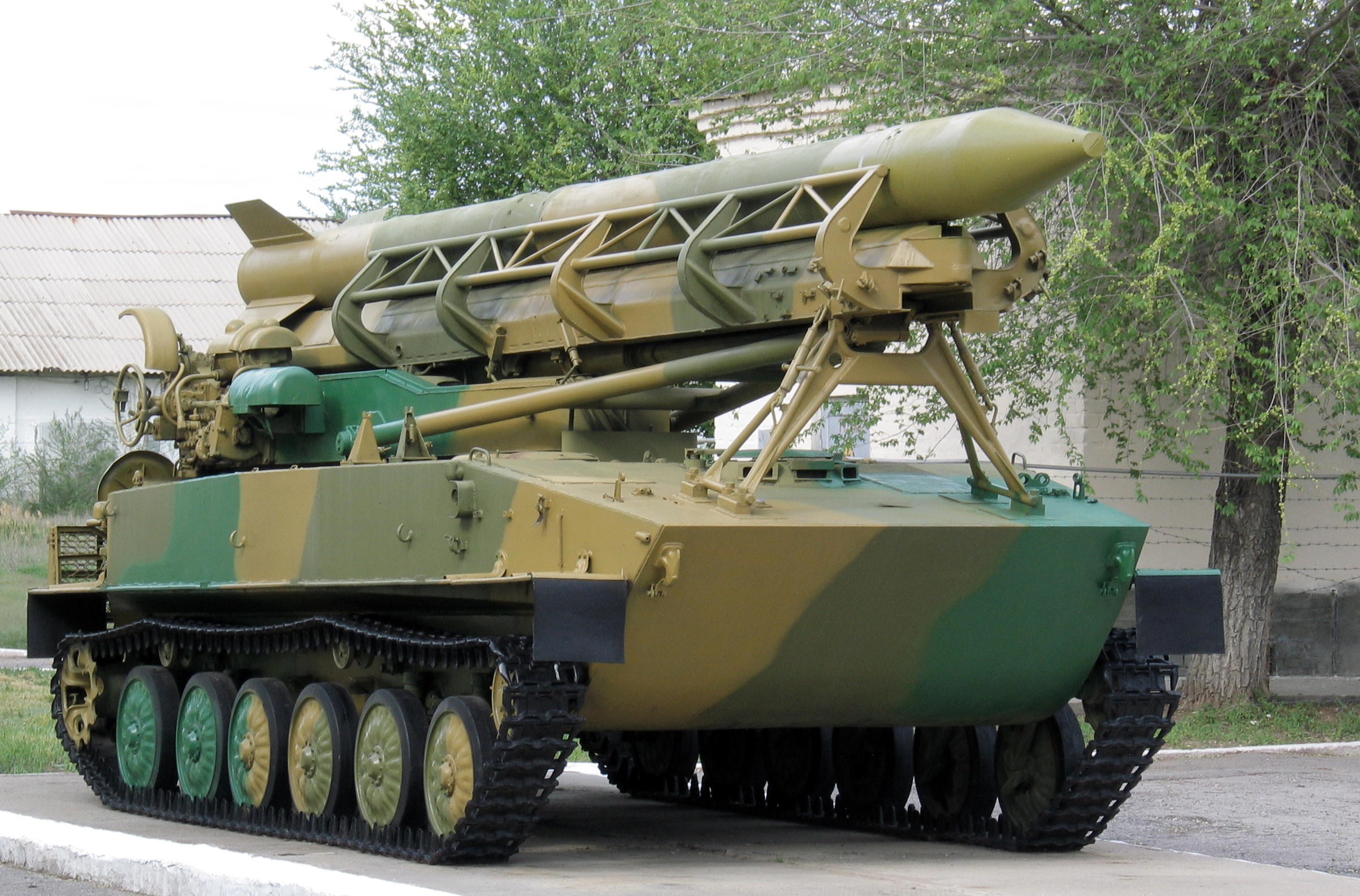
Frog-3 (2K6 Luna s raketou 3R9)

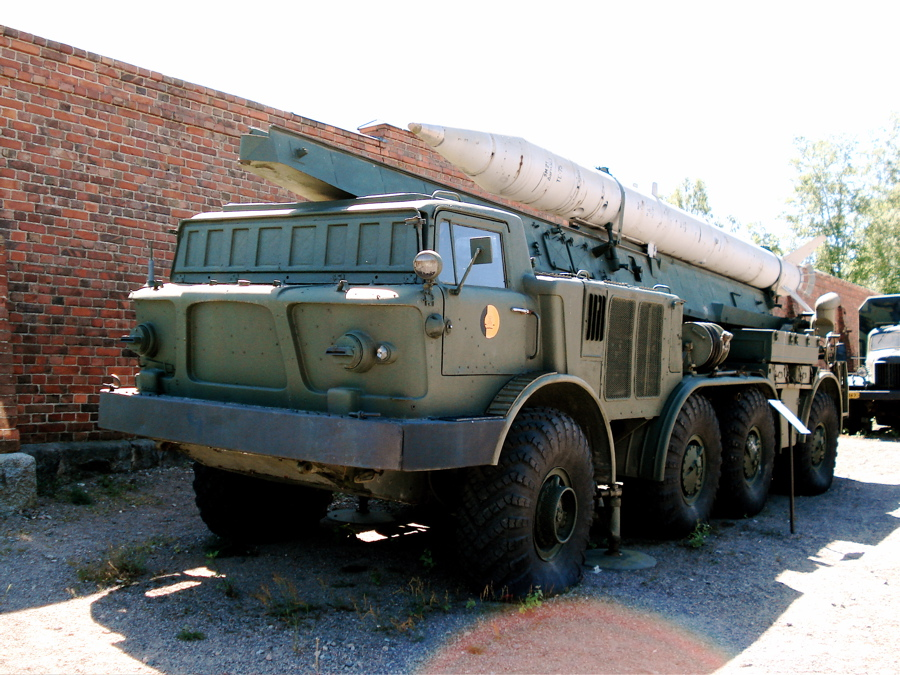
Frog-7B (9K52 Luna-M s raketou 9M21)

FROG (z angl. Free Rocket Over Ground) je  kódové označení NATO pro sovětské rakety.  Rakety FROG používaly armády země Varšavské smlouvy, Sovětského svazu, v současnosti řada arabských zemí.

## FROG-1
Střela 3R2 (3Р2) komplexu taktických raket 2K4 Filin byla označena jako FROG-1. Raketa nese jadernou hlavici s dosahem 25,7 km a CEP 1 000 m. Systém, který byl v malých počtech vyroben v letech 1957/58, nebyl vojáky používán.

## FROG-2
Střela 3R1 (3Р1) komplexu taktických raket 2K1 Mars byla označena jako FROG-2. Raketa nese jadernou hlavici s dosahem 17,5 km a přesností zásahu 770 m. Z výzbroje sovětské armády bylo do roku 1970 vyčleněno 25 nosných raket vyrobených v letech 1959/60.

## FROG-3
Střela 3R9 (3Р9) taktického raketového komplexu 2K6 Luna se nazývá FROG-3. Raketa nese konvenční tříštivou hlavici s dosahem až 44,5 km a přesností zásahu 1200-2000 m. Zbraňový systém se vyráběl ve velkém množství, používal se v sovětské armádě až do roku 1982 a vyvážel se do řady zemí.

## FROG-4
Geofyzikální výzkumná raketa vyvinutá na základě rakety 3R9 byla identifikována jako FROG-4.

## FROG-5
Střela 3R10 (3Р10) taktického raketového komplexu 2K6 Luna se nazývá FROG-5. Střela nese jadernou hlavici s dosahem 32,2 km a přesností zásahu 1200-2000 m. Zbraňový systém se vyráběl ve velkých počtech a sovětská armáda ho používala do roku 1982. Zbraňové systémy 2K6 Luna exportované do jiných zemí mohou až na výjimky odpalovat i rakety 3R10, ale jaderné hlavice zůstaly pod kontrolou sovětských vojsk. Cvičná raketa 3R11, která má místo hlavice imitaci zařízení, je navenek podobná raketě 3R10.

## FROG-6
Cvičný systém byl identifikován jako FROG-6. Dosud byla známa pouze jediná fotografie takového vozidla. Podle ruských autorů se však jedná o prototyp odpalovací rampy Br-226 (Бр-226) komplexu taktických raket 2K6 Luna. Vývoj byl zastaven a zařízení se do služby u vojska nedostalo.

## FROG-7
Střely 9M21 (9М21) a 3R11 (3Р11) taktického raketového komplexu 9K52 Luna-M jsou označeny jako FROG-7. Exportní označení zbraňového systému je R-65 (Р-65) nebo R-70 (Р-70).
Název „FROG-7A“ se vztahuje na střelu 3R11 (3Р11) a „FROG-7B“ na střelu 9M21 (9М21). Pro raketu 9M21 jsou k dispozici různé konvenční a jaderné hlavice. Zbraňový systém byl přijat sovětskou armádou v roce 1964 a exportován do mnoha zemí. 